# Taygun Sungar
Taygun Sungar (Ankara, 2 luglio 1989) è un attore turco, noto per aver interpretato il ruolo di Soner Seçkin nella serie Mr. Wrong - Lezioni d'amore (Bay Yanlış).

## Biografia
Taygun Sungar è nato il 2 luglio 1989 ad Ankara (Turchia), ed ha un fratello maggiore che si chiama Kutay Sungar, anch'egli attore.

## Carriera
Taygun Sungar ha completato la sua istruzione primaria e secondaria ad Ankara. Nel 2000 ha iniziato la sua carriera di attore nello spettacolo teatrale Serseri Gönül diretto da Burak Sergen, presso il teatro statale di Ankara. Successivamente a causa del lavoro di suo padre si è trasferito Kayseri, dove ha frequentato il liceo. Con il supporto del fratello maggiore Kutay, anch'egli attore, nel 2007 si è iscritto presso il dipartimento di recitazione della Dokuz Eylül University, dove nel 2015 ottiene la laurea.
Nel 1995 ha fatto la sua prima apparizione sul piccolo schermo nella serie Çiçek Taksi. Nel 2003 ha recitato nella serie Gurbet Kadını. L'anno successivo, nel 2004, ha recitato nella serie Kuzenlerim. Nel 2010 ha preso parte al cast della serie Kavak Yelleri. Nel 2014 ha recitato nelle serie Ulan İstanbul e Kardeş Payı. L'anno successivo, nel 2015, ha recitato nel film Takim: Mahalle Askina! diretto da Emre Sahin. Nel 2016 ha interpretato il ruolo di Caner nella serie Babam ve Ailesi. L'anno successivo, nel 2017, ha ricoperto il ruolo di Ali Karakaya nella miniserie Çoban Yildizi. Nel 2020 è stato scelto per interpretare il ruolo di Soner Seçkin nella serie Mr. Wrong - Lezioni d'amore (Bay Yanlış) e dove ha recitato insieme ad attori come Can Yaman e Özge Gürel. Nel 2020 e nel 2021 è entrato a far parte del cast della serie Baraj, nel ruolo di Pele.

## Filmografia

### Cinema
- Takim: Mahalle Askina!, regia di Emre Sahin (2015)

### Televisione
- Çiçek Taksi – serie TV (1995)
- Gurbet Kadını – serie TV (2003)
- Kuzenlerim – serie TV (2004)
- Kavak Yelleri – serie TV (2010)
- Kardeş Payı – serie TV (2014)
- Ulan İstanbul – serie TV (2014)
- Babam ve Ailesi – serie TV (2016)
- Çoban Yildizi – miniserie TV (2017)
- Mr. Wrong - Lezioni d'amore (Bay Yanlış) – serie TV (2020)
- Baraj – serie TV (2020-2021)

## Teatro
- Serseri Gönül, diretto da Burak Sergen, presso il teatro statale di Ankara (2000)
- Çılgın Dünya (2015)
- Coriolanus (2016)
- Suç ve Ceza (2018)
- Yedi Kapılı Kent (2019)
- Gellert Tepesi’nde Düş ve Gerçek - Çığlık (2019)